# Lucy Punch

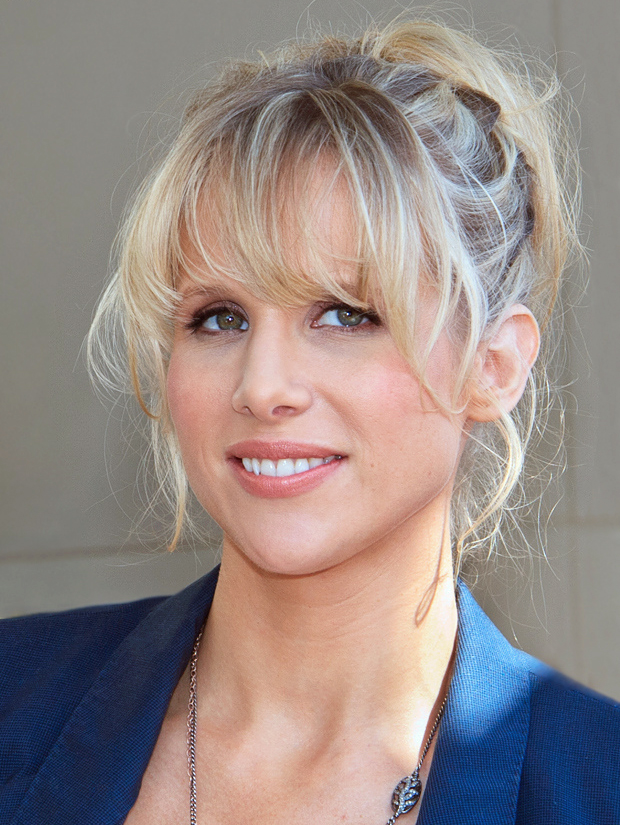
Lucy Punch auf dem Toronto International Film Festival 2010

Lucy Punch (* 30. Dezember 1977 in London) ist eine britische Theater- und Filmschauspielerin.

## Leben
Lucy Punch war in den 1990er Jahren Mitglied des National Youth Theatre. Ende der 1990er Jahre hatte sie ihre ersten Auftritte in Fernsehserien. Ab 2000 folgten auch Spielfilme und größere Auftritte am Theater in London. In der Miniserie Das zehnte Königreich wurde sie durch die Rolle Sally Peep bekannt. 2004 spielte sie Hattie in Ella – Verflixt & zauberhaft. 2006 spielte sie in der Serie The Class und wurde im selben Jahr mit dem Shooting Star ausgezeichnet. Zu dieser Zeit zog sie nach West Hollywood. 2007 spielte sie in Hot Fuzz. Weitere wichtige Filme waren Ich sehe den Mann deiner Träume, Dinner für Spinner, Bad Teacher oder Into the Woods.

## Filmografie (Auswahl)
- 2000: Das zehnte Königreich (The 10th Kingdom, Miniserie, 4 Folgen)
- 2000: Greenfingers – Harte Jungs und zarte Triebe (Greenfingers)
- 2001: Inspector Barnaby (Fernsehserie, Folge 5x01, Die Frucht des Bösen (Tainted Fruit))
- 2004: The Life and Death of Peter Sellers
- 2004: Doc Martin (Fernsehserie, 6 Folgen)
- 2004: Being Julia
- 2004: Ella – Verflixt & zauberhaft (Ella Enchanted)
- 2006: Agatha Christie’s Poirot (Fernsehserie, Folge 10x03 Der Wachsblumenstrauß (After the Funeral))
- 2006: The Class (Fernsehserie, 11 Folgen)
- 2006: Are You Ready for Love?
- 2007: Hot Fuzz – Zwei abgewichste Profis (Hot Fuzz)
- 2007: Die Girls von St. Trinian (St. Trinian’s)
- 2010: Dinner für Spinner (Dinner for Schmucks)
- 2010: Vexed (Fernsehserie, 3 Folgen)
- 2010: Ich sehe den Mann deiner Träume (You Will Meet a Tall Dark Stranger)
- 2011: Take Me Home Tonight
- 2011: Bad Teacher
- 2011: Kein Mittel gegen Liebe (A Little Bit Of Heaven)
- 2011: A Good Old Fashioned Orgy
- 2012: The Wedding Video
- 2012: Stand Up Guys
- 2012: Yellow
- 2012: The Giant Mechanical Man
- 2012–2013: Ben and Kate (Fernsehserie, 16 Folgen)
- 2013: Cottage Country
- 2013: Hello Ladies (Fernsehserie, Folge 1x07)
- 2014: Verrückt nach Barry (Someone Marry Barry)
- 2014: Cake
- 2014: Into the Woods
- 2014: Broadway Therapy (She’s Funny That Way)
- 2015: Mit besten Absichten (The Meddler)
- 2016: New Girl (Fernsehserie, 2 Folgen)
- 2016–2020: Motherland (Fernsehserie, 14 Folgen)
- 2017: You, Me and Him
- 2017: The Female Brain
- 2018–2019: Eine Reihe betrüblicher Ereignisse (A Series of Unfortunate Events, Fernsehserie, 14 Folgen)
- 2019: Johanna – Eine (un)typische Heldin (How to Build a Girl)
- 2019: Die Conners (The Conners, Fernsehserie, Folge 2x01)
- 2020: What We Do in the Shadows (Fernsehserie, Folge 2x09)
- 2021: Gossip Girl (Fernsehserie, Folge 1x07)
- 2021: Bloods (Fernsehserie, 6 Folgen)
- 2021: The Prince (Fernsehserie, 12 Folgen, Stimme von Kate Middleton)
- 2021: Silent Night – Und morgen sind wir tot (Silent Night)
- 2022: Book of Love
- 2022: Gib’s zu, Fletch (Confess, Fletch)
- 2024: Date mich Billy Walsh! (How to Date Billy Walsh)
- 2024: Nuked
- 2024: No Good Deed (Fernsehserie, Folge 1x03)
- 2025: Amandaland (Fernsehserie, 6 Folgen)
- 2025: Animal Control (Fernsehserie, 4 Folgen)